# Orędzie biskupów polskich do biskupów niemieckich

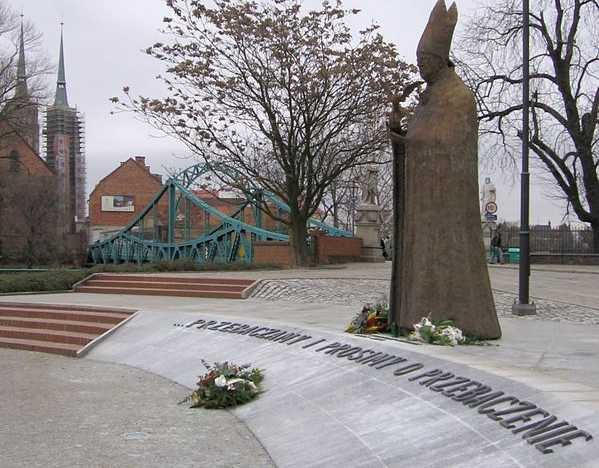
Pomnik kard. Kominka we Wrocławiu ze słynnym cytatem z Orędzia, odsłonięty w 40. rocznicę jego opublikowania

Orędzie biskupów polskich do ich niemieckich braci w Chrystusowym urzędzie pasterskim, zwane także Listem biskupów polskich do biskupów niemieckich – dokument wystosowany w Rzymie 18 listopada 1965, pod koniec soboru watykańskiego II przez polskich biskupów katolickich, zawierający zaproszenie biskupów niemieckich do udziału w obchodach Milenium Chrztu Polski. Orędzie wyrażało ewangeliczny akt chrześcijańskiego pojednania narodu polskiego i niemieckiego po II wojnie światowej. List zawierał frazę „udzielamy wybaczenia i prosimy o nie” (cytowany czasem jako „...przebaczamy i prosimy o wybaczenie”). List jest uważany za moment inicjacji dialogu polsko-niemieckiego i za jeden z najważniejszych etapów pojednania polsko-niemieckiego po II wojnie światowej.

## Okoliczności powstania listu

### Tło
Ogłoszenie orędzia przez polskich biskupów było poprzedzone wieloma inicjatywami ukierunkowanymi na pojednanie polsko-niemieckie. W 1948 kard. August Hlond napisał list „Do ludności katolickiej Ziem Odzyskanych”, który wskazywał na potrzebę wyrzeczenia się nienawiści, potrzebę przebaczenia i budowania relacji sąsiedzkich opartych na „wzajemnym zaufaniu”. Podczas synodu niemieckiego Kościoła Ewangelickiego w 1958 utworzono Aktion Sühnezeichen Friedensdienste (Akcja Znaku Pokuty/Służby dla Pokoju) jako reakcję Kościoła na zobojętnienie niemieckiego społeczeństwa w stosunku do krzywd, które hitlerowskie Niemcy wyrządziły innym narodom. W 1960, podczas uroczystości ku czci św. Jadwigi, abp Berlina Julius Döpfner wzywał społeczeństwo niemieckie do przyjęcia odpowiedzialności za II wojnę światową.
Wpływ na kształtowanie się idei porozumienia wywarły także dwie organizacje (w 1964 „Pax Christi”, a w 1965 „Aktion Sühnezeichen Friedensdienste”), które w połowie lat 60. XX w. zorganizowały pielgrzymki pokutne do Polski. W konsekwencji działań „Pax Christi” powołane do życia zostało stowarzyszenie Maximilian-Kolbe-Werk, którego celem było niesienie pomocy byłym więźniom niemieckich obozów koncentracyjnych i ofiarom gett. W 1961 Kościół Ewangelicki w Niemczech ogłosił Memorandum z Tybingi, w którym wzywał do uznania granicy na Odrze i Nysie.
1 października 1965 przewodniczący Rady Kościoła Ewangelickiego w Niemczech Kurt Scharf opublikował memorandum „O sytuacji wypędzonych i stosunku narodu niemieckiego do ich sąsiadów”. Jednym z sygnatariuszy memorandum był Richard von Weizsäcker, przewodniczący Zgromadzenia Kościoła Ewangelickiego w Niemczech, a późniejszy prezydent RFN. Tekst tego memorandum był bardzo wyważony, choć odnosił się do kwestii najtrudniejszych w relacjach polsko-niemieckich. Duchowni ewangeliccy ubolewali z powodu cierpień wielu milionów wysiedlonych Niemców, ale równocześnie zwracali uwagę na prawo Polaków do życia na tych terenach, co de facto stanowiło wskazanie na konieczność rezygnacji z rewizji granicy na Odrze i Nysie.

### Redakcja orędzia
18 listopada 1965, podczas obrad II soboru watykańskiego, orędzie kierowane do Kościoła Katolickiego w Niemczech podpisało 34 polskich biskupów, m.in. kardynał Stefan Wyszyński i Karol Wojtyła. Autorem i inicjatorem listu był przyszły arcybiskup wrocławski Bolesław Kominek. List był konsultowany z polskimi i niemieckimi biskupami oraz niemieckimi intelektualistami. Abp Kominek wspominał: „Rozmowy z biskupami z RFN były bardzo trudne”. Orędzie nie odnosiło się do opublikowanego półtora miesiąca wcześniej memorandum niemieckiego Kościoła Ewangelickiego, ale znalazło się w nim zdanie, w którym poproszono bp. Döpfnera „o przekazanie pozdrowień i podziękowań braciom ewangelikom”.
„Orędzie” było jednym z 56 listów skierowanych wówczas przez polskich biskupów katolickich do krajowych episkopatów w Europie, Ameryce, Azji, Oceanii, Afryce oraz do Światowej Rady Kościołów, a także do Patriarchy Konstantynopola Athenagorasa.

## Historyczne odniesienia
Praktyka wystosowywania listów biskupów jednej wspólnoty chrześcijańskiej do biskupów innej wspólnoty jest znana od II/III w. Listy z II w. – między innymi list biskupów małoazjatyckich pisany w sprawie świętowania Wielkanocy lub list w kwestii montanizmu – są znane z drugiej ręki, ze wzmianek w późniejszych źródłach. Od III w. znane są listy synodalne, których treść była wynikiem narady biskupów i często zawierała odpowiedź na pytanie otrzymane od innych biskupów lub duchownych. Starożytne listy biskupów nigdy nie dotyczyły kwestii „narodowych”. Wówczas nie istniało jeszcze pojęcie narodu we współczesnym znaczeniu.

### Podobieństwa i różnice
Pomimo różnic, jakie dzielą „Orędzie...” od tych historycznych listów biskupich (zróżnicowane uwarunkowania społeczne, polityczne i kulturowe), korespondencje te łączy idea Kościoła jako wspólnoty ludzi zgromadzonych wokół jednej wiary, o wspólnym i zrozumiałym języku i systemie wartości, które tworzą wspólną płaszczyznę porozumienia.
Główną przesłanką do inicjacji procesu wzajemnego zbliżenia kościołów narodowych w formie „Orędzia...” był nakaz soborowego „dialogu na pasterskiej platformie biskupiej”. Soborowy impuls, odczytywany między innymi w opublikowanej miesiąc po liście polskich biskupów Konstytucji duszpasterskiej o Kościele w świecie współczesnym „Gaudium et spes”, obejmował potrzebę dialogu nie tylko wewnątrzkościelnego, ale także ze światem współczesnym.
Różnica „Orędzia...” od wspomnianych korespondencji historycznych wynikała z faktu, że było ono listem między instytucjami Konferencji episkopatu dwóch, sąsiadujących ze sobą narodów, rozumianych jako wspólnoty ludzi utworzona w procesie dziejowym na podstawie języka, religii, terytorium, życia społecznego i gospodarczego. Ponadto orędzie z 1965 dotyczyło nie tyle kwestii wiary, ale stosunków sąsiedzkich, naznaczonych raczej historycznym piętnem wrogości i niezrozumienia niż przyjaźni.

## Autorzy listu
Głównym autorem „Orędzia” był abp Bolesław Kominek, późniejszy kardynał i metropolita wrocławski, który, jako Ślązak, tekst dokumentu od razu napisał po niemiecku. W pracach nad redakcją tekstu uczestniczyli: kard. Stefan Wyszyński, abp Karol Wojtyła, bp Kazimierz Kowalski oraz bp Jerzy Stroba. Pod listem podpisało się 36 polskich biskupów.

## Adresat listu
Formalnie adresatami listu byli biskupi niemieccy, ale w orędziu pojawiają się odniesienia do polskich katolików. Sygnatariusze występowali więc nie tylko we własnym imieniu, ale także całego Kościoła w Polsce, który przygotowywał się do obchodów Milenium chrztu Polski, które były zaplanowane na 1966. Abp Bolesław Kominek wspominał później: „Nie napisaliśmy tego tylko dla narodu niemieckiego – ale i dla naszego”.

## Treść
Orędzie wykraczało poza ramy zwyczajnego zaproszenia na obchody rocznicowe. Biskupi opisali splot bardzo skomplikowanych stosunków polsko-niemieckich na przestrzeni wieków, przywołali zarys tysiącletniej historii sąsiedztwa obu narodów, i podkreślili zarówno pozytywne, jak i negatywne aspekty tego sąsiedztwa.
Autorzy wspomnieli początki chrześcijaństwa w Polsce, przedstawili formowanie narodu i państwowości, relacje z Zachodnią Europą, oraz udział niemieckich kolonistów, misjonarzy w tworzeniu polskiej gospodarki, nauki i kultury. Wspomnieli postać cesarza Ottona III, św. Jadwigi Śląskiej oraz Wita Stwosza, i zaznaczyli, że wymienione osoby kierowały się „prawdziwie chrześcijańską misją niesienia kultury”, a nie „tak zwanym kolonializmem”.
Hierarchowie przyjęli zasadę wykazywania podobieństw łączących oba sąsiadujące ze sobą narody, a jednocześnie nie unikali wspominania takich zdarzeń i osób w historii, których wpływ na losy narodów i państw był odmiennie oceniany w obu krajach.
Biskupi wspomnieli trudne fakty związane z niemieckim sąsiedztwem. W tym działalność rycerzy zakonnych, politykę pruską, germanizację Polaków, zabory, oraz okupację niemiecką jako „akt totalnego zniszczenia i wytępienia”, z obozami koncentracyjnymi, zagładą Żydów, eksterminacją inteligencji i duchowieństwa. Równocześnie autorzy zastrzegli: „Nie chcemy wyliczać wszystkiego, aby na nowo nie rozrywać niezabliźnionych jeszcze ran. Jeśli przypominamy tę straszliwą polską noc, to jedynie po to, aby nas dziś łatwiej było zrozumieć, nas samych i nasz sposób dzisiejszego myślenia”.
Biskupi poruszyli także aktualne problemy związane z regulacjami granicy na Odrze i Nysie, a także los niemieckich przesiedleńców i ogrom zniszczeń które były wynikiem wojny. Równocześnie zaznaczyli, że granica została wytyczona przez zwycięskie mocarstwa na konferencji w Poczdamie w 1945. Kluczowe podsumowanie, wskazujące na próbę zainicjowania budowy nowych relacji między dwoma narodami, padało pod koniec dokumentu:

W tym jak najbardziej chrześcijańskim, ale i bardzo ludzkim duchu, wyciągamy do Was, siedzących tu na ławach kończącego się Soboru, nasze ręce oraz udzielamy wybaczenia i prosimy o nie. A jeśli Wy, niemieccy biskupi i Ojcowie Soboru, po bratersku wyciągnięte ręce ujmiecie, to wtedy dopiero będziemy mogli ze spokojem sumienia obchodzić nasze Millenium w sposób jak najbardziej chrześcijański.

## Odpowiedź biskupów niemieckich
Odpowiedź biskupów niemieckich z 5 grudnia 1965, przygotowaną przez kard. Alfreda Bengscha i bp. Gerhardem Schaffranem, podpisało 41 biskupów z RFN i NRD. Odpowiedź ta również była zaadresowana do „braci w biskupim posłannictwie”, ale była utrzymana w tonie pisma dyplomatycznego. Niemieccy biskupi przyjęli zaproszenie na polskie uroczystości, unikali jednak jasnego określenia stanowiska w kwestii granicy na Odrze i Nysie.
W liście pojawiły się frazy, które świadczyły o tym, że episkopat niemiecki wypowiada się nie tylko we własnym imieniu, ale także w imieniu niemieckich katolików, szczególnie tych, którzy ponieśli krzywdę w wyniku przymusowego przesiedlenia. O ile treść orędzia polskich biskupów była konsultowana z niemieckimi biskupami, to biskupi niemieccy nie konsultowali swej odpowiedzi ze swoimi odpowiednikami po stronie polskiej.
List był zakończony słowami:
„Z braterskim szacunkiem przyjmujemy wyciągnięte dłonie. Bóg pokoju niech zaś za przyczyną «Regina pacis» sprawi, by upiór nienawiści już nigdy nie rozłączył naszych rąk”.
W tekście nie padło słowo „przepraszamy”. List był przez prasę niemiecką oceniany jako „mało odważny”, „zbyt wstrzemięźliwy”, a nawet „małostkowy”. Komentatorzy spekulowali, że niemieckich biskupów zaskoczył zarówno ton „Orędzia...”, a także fakt, że jako pierwsi rękę do zgody wyciągnęli Polacy. Jeden z niemieckich komentatorów stwierdził wręcz, iż „Niemcy wiedzieli, że powinni się przyznać do jakiejś winy, chociaż nie czuli się niczemu winni”.
Kard. Wyszyński, w odbytej po latach rozmowie z byłym radcą Ambasady Niemieckiej w Polsce Winfriedem Lipscherem, stwierdził, że o wiele głębiej problem stosunków polsko-niemieckich pojmowali niemieccy ewangelicy, którzy częściej i bardziej zdecydowanie okazywali żal z powodu cierpień, które były udziałem Kościoła w Polsce. Prymas Wyszyński miał powiedzieć: „Od Niemców dostaliśmy wszystko, tylko nie od tych, od których chcieliśmy. Granice uznał rząd SPD i Kościół ewangelicki, a my chcieliśmy, by była to partia chrześcijańska CDU i Kościół katolicki”. W prywatnym liście do kardynała Döpfnera napisał: „Dziś muszę Eminencji całkiem szczerze wyznać, że odpowiedź niemieckich biskupów na nasz list o pojednaniu, rozczarowała nie tylko Polaków, lecz także opinię światową. Nasza tak serdecznie wyciągnięta ręka nie została spontanicznie ujęta”.
Bardziej zdecydowana reakcja niemieckich katolików wybrzmiała później – w 1968, gdy grupa zwana Bensberger Kreis, zrzeszająca 180 teologów i wpływowych katolików ze świata nauki, opublikowała oświadczenie wyrażające konieczność uznania granic na Odrze i Nysie. Wśród sygnatariuszy oświadczenia znalazł się ks. prof. Joseph Ratzinger.

## Reakcje

### Reakcje światowe
Orędzie polskich biskupów wywołało w owym czasie ogromne zainteresowanie prasy światowej. Żywe rekcje wywoływała poruszana kwestia granicy na Odrze i Nysie. Trudnością interpretacyjną dla dziennikarzy była zawartość polskiego orędzia i odpowiedzi niemieckich biskupów. Z języka teologicznego trudno było wydobyć najważniejsze elementy i przetransponować je na język stosowany w dyplomacji. Komentatorzy podkreślali, że list polskich biskupów był pełny emocji, żarliwości i szczerości. Jeden z komentarzy stwierdzał, że był to „dokument świętej naiwności”. Zwracano uwagę, że listy różniły się klimatem. „New York Times”, „Washington Post” czy „Baltimore Sun” komentowały nie tylko samo Orędzie, ale także pisane na zlecenie KC PZPR agresywne artykuły polskiej prasy.
Wystosowanie Orędzia zostało przyjęte z niepokojem przez władze Niemieckiej Republiki Demokratycznej, które obawiały się, że może ono stanowić zwiastun ocieplenia relacji między PRL a RFN.

### Reakcja władz PRL
Dążąc do wysondowania stanowiska władz, biskupi przekazali tekst Orędzia korespondentowi PAP w Rzymie Ignacemu Krasickiemu. Ten w odpowiedzi zapewnił ich o braku zastrzeżeń ze strony rządu i partii. W rzeczywistości nie przekazał jednak dokumentu otoczeniu Władysława Gomułki, lecz konkurencyjnej frakcji „partyzantów”, która postanowiła wykorzystać Orędzie do wzniecenia konfliktu na linii państwo – Kościół i osłabienia w ten sposób pozycji Gomułki.
Biuro Polityczne Komitetu Centralnego Polskiej Zjednoczonej Partii Robotniczej (KC PZPR) wykazywało żywe i czynne zainteresowanie sprawą Orędzia. Władze liczyły, że w sytuacji, gdy w Polsce wciąż żywa była pamięć o niemieckich zbrodniach, zawarte w Orędziu słowa o wybaczeniu Niemcom ich win oraz prośba o przebaczenie za krzywdy wyrządzone przez Polaków, staną się czynnikiem, który pozwoli skutecznie podważyć autorytet Kościoła w oczach społeczeństwa. Ich zabiegom sprzyjała także wstrzemięźliwa reakcja niemieckich biskupów, źle odebrana przez wielu polskich katolików. Za pomocą manipulacji i zabiegów propagandowych władze starały się zdyskredytować polski Kościół i kreować jego pożądane oceny społeczne. Docierająca codziennie do milionów polskich czytelników propaganda prasowa, miała na celu doprowadzenie do powstania rozłamu w łonie Kościoła. Przeinaczała treść orędzia, podsycała niezadowolenie społeczne i podsycała społeczne formy protestów.
Pierwsza ocena Orędzia została przez Biuro Polityczne KC PZPR określona na posiedzeniu 8 grudnia 1965. Poprzedzona była uwagami i propozycjami w związku z listem biskupów polskich skierowanym do biskupów niemieckich („Polityczna i moralna wymowa orędzia biskupów polskich. Materiały dla prelegentów”, Warszawa, grudzień 1965) ustalonymi w pierwszych dniach grudnia przez Wydział Administracyjny KC. Wyznaczały cele planowanej wielkiej kampanii propagandowej:

Po pierwsze, potępić postawę Kościoła określoną w Orędziu, jako antynarodową i antysocjalistyczną, sprzyjającą niemieckiemu rewizjonizmowi. Po drugie napiętnować kierownictwo Kościoła jako antynarodowe. Po trzecie wykazać fałszowanie przez Kościół dziejów narodu polskiego. Po czwarte, wprowadzić rozróżnienie hierarchii i kleru rzymskokatolickiego.

Po 8 grudnia 1965 roku Biuro Polityczne zdecydowało o rozpoczęciu kampanii prasowej. Po obszernych artykułach opublikowanych w: „Życiu Warszawy” Wobec »Orędzia« do biskupów niemieckich. W czyim imieniu? (10 grudnia 1965) oraz w „Gazecie Zielonogórskiej” i „Gazecie Robotniczej” (13 grudnia 1965), pojawiła się cała fala artykułów zawierających atak na Episkopat polskiego Kościoła katolickiego.
Prasa centralna narzucała ton narracji i tworzyła zniekształcony obraz otaczającego świata. Orędzie było opisywane jako akt polityczny sprzeczny z polską racją stanu, choć zawierało religijne i chrześcijańskie odwołania. Władze organizowały liczne, spontaniczne wiece studentów potępiające list biskupów.
Jednocześnie premier Józef Cyrankiewicz wystosował oficjalny list do członków polskiego episkopatu. Znalazły się w nim następujące stwierdzenia:

Żadne dokumenty biskupie nie mogą wymazać hitlerowskich zbrodni wojennych i zbrodni przeciw ludzkości. Nie zostaną one ani zapomniane, ani wybaczone. Nie jest to problem zemsty czy moralności, lecz sprawiedliwości. Prośba autorów Orędzia o udzielenie przez biskupów niemieckich przebaczenia narodowi polskiemu, który nie ma na sumieniu żadnych win, nie dopuścił się żadnych zbrodni wobec Niemców, a tylko stanął w obronie swej ojczyzny napadniętej przez Niemcy [...] – jest dla narodu polskiego wprost obrażająca i poniżająca jego godność [...] część episkopatu, na czele z kardynałem Wyszyńskim, pozostała na swoich dawnych, [...] pozycjach walki z socjalizmem, [...] antykomunizm zaćmił w ich umysłach poczucie patriotyzmu, zaćmił fakt, że walka z komunizmem uderza rykoszetem w granice Polski na Odrze, Nysie i Bałtyku, godzi faktycznie w niepodległy byt narodu polskiego.

Sformułowany przez autorów Orędzia apel o wzajemne wybaczenie krzywd i win został przez władze wykorzystany do zwalczania prymasa i biskupów. Władze partyjne i państwowe zarzucały, że Orędzie nie było aktem ewangelicznym, ale dokumentem wkraczającym w sferę polityki zagranicznej państwa, szkodzącym interesom państwa i narodu polskiego. Powołując się na zmanipulowane wypowiedzi Kurta Scharfa sugerowano, że w Niemczech Zachodnich odebrano Orędzie jako sygnał, że polscy biskupi są gotowi renegocjować przebieg granicy na Odrze i Nysie. Niezgodnie z prawdą twierdzono, że korespondentowi PAP w Rzymie odmówiono dostępu do kopii listu, a władze rzekomo miały dowiedzieć się o Orędziu dopiero z komunikatu niemieckiej agencji prasowej DPA.
Znaczna część opinii publicznej uległa propagandzie medialnej. Władze powszechnie podsycały przejawy społecznego oburzenia i organizowały akcje wysyłania do prymasa rezolucji protestacyjnych przez pracowników poszczególnych zakładów pracy, ale także przez młodzież szkolną. Jednym z najbardziej atakowanych hierarchów był też abp Karol Wojtyła, konsekwentnie broniący chrześcijańskich racji biskupów polskich. Przeciwko niemu władze wykorzystały nawet dawnych robotników z fabryki „Solvay”, gdzie podczas okupacji pracował młody Karol Wojtyła. Opublikowali oni w prasie list protestacyjny, w którym z wielkim oburzeniem, zdumieniem i rozczarowaniem odnieśli się do udziału abp. Wojtyły w redagowaniu i sygnowaniu „Orędzia”.
Sygnatariusze zwykle nie znali treści Orędzia poza kontrowersyjnym fragmentem o wybaczeniu i pojednaniu. Wpływ na opinię publiczną ułatwiały traumatyczne wspomnienia wojenne społeczeństwa. Zgodnie z wytycznymi KC przeprowadzano także rozmowy z biskupami i księżmi w celu „przerwania łańcucha transmisji episkopalnej interpretacji treści orędzia na ciągu biskupi – wierzące społeczeństwo”. Rozmowy takie odbyło 70% proboszczów. Oceny księży były podzielone.
Po stronie władz jednoznacznie odpowiedziało się „koncesjonowane” katolickie stowarzyszenie „Pax”. Bardziej stonowane stanowisko – które nie zadowoliło jednak ani władz, ani Kościoła – zajęło środowisko „Znaku”. W oświadczeniu, które Jerzy Zawieyski wygłosił na posiedzeniu Sejmu PRL, znalazły się słowa ubolewania, iż „w liście biskupów polskich znalazły się sformułowania przykro w społeczeństwie odczute, jak również sformułowania, które, jak okazało się, mogły zostać fałszywie zinterpretowane”.
Kampania przeciwko autorom listu była intensywna i trwała do końca lutego 1966. W wewnętrznych dokumentach PZPR i SB odniesienia do tych wydarzeń pojawiały się aż do początku lat 70.

#### Odpowiedzi polskich biskupów na zarzuty
Gwałtowność ataków ze strony prasy i sterowane protesty części społeczeństwa były zaskoczeniem dla władz Kościoła. Po spotkaniu, które odbyło się 15 i 16 grudnia 1965, Sekretariat Episkopatu wydał komunikat wyjaśniający znaczenie i intencje Orędzia do biskupów niemieckich. Komunikat ten został odczytany z ambon kościelnych. Komunikat zawierał wyjaśnienie, że list miał charakter czysto religijno-kościelny, a jedynym celem autorów było zaproszenie do modlitwy w duchu chrześcijańskiego pokoju, w ramach nadchodzącej rocznicy tysiąclecia chrztu Polski.
Biskupi wyjaśniali, że Orędzie było jednym z wielu listów o charakterze kościelnym jakie wystosowali do lokalnych episkopatów w Europie, Ameryce, Azji, Afryce, Oceanii oraz do Patriarchy Konstantynopola Athenagorasa i do Światowej Rady Ekumenicznej. Według wyjaśnień, list był skierowanym do niemieckiego episkopatu zaproszeniem do wspólnej modlitwy w duchu chrześcijańskiego pokoju, a tym samym w niczym nie wchodził w prawa państwa. Biskupi zaznaczali, że to, jak i inne pisma Episkopatu stały na stanowisku nienaruszalności zachodnich granic Polski:

Uwydatnia to list Episkopatu Polski, który dwie trzecie tekstu poświęca zestawieniu dziejów bolesnych stosunków Niemiec do Polski. List uwydatnia krzywdy wyrządzone Polsce w czasie drugiej wojny światowej i dążność do biologicznego wyniszczenia Narodu polskiego. List jest wyrazem współczesnych dążeń całego świata, Stolicy Apostolskiej, ONZ i wszystkich niemal państw, do pokoju i wybaczenia, zgodnie zresztą z duchem Ewangelii świętej i Soboru.

Komunikat wskazywał jednocześnie, że wiele elementów Orędzia zostało zmanipulowanych lub błędnie zinterpretowanych przez oficjalną propagandę i bronił kard. Wyszyńskiego i biskupów przed oskarżeniami o „wyprzedaż polskich interesów narodowych”.
Kolejna, szersza odpowiedź biskupów została przedstawiona w liście pasterskim w lutym 1966. Ponadto biskupi wielokrotnie starali się wyjaśniać motywy stojące za wystosowaniem Orędzia podczas mszy z udziałem wiernych oraz spotkań z alumnami z seminariów duchownych. Sam kard. Wyszyński odniósł się do prasowej nagonki w kazaniu wygłoszonym w Warszawie 19 grudnia 1965 roku, a więc wkrótce po powrocie z Rzymu. Stwierdził wtedy m.in. :

Nie zamierzam polemizować! W imię Boże wszystkim swoim oszczercom – bo inaczej ich nazwać nie mogę – przebaczam.

## Długofalowe skutki
Pierwsze efekty Orędzia można było dostrzec już w rok po jego wystosowaniu. W przeprowadzonym na przełomie 1966 i 1967 ankietowym badaniu opinii „wypędzonych” na temat granicy na Odrze i Nysie, odnotowano wyraźny procentowy wzrost osób akceptujących lokalizację granicy – z 27 do 46%.
W 1968 roku 271 intelektualistów katolickich (między innymi członków Kręgu z Bensbergu) ogłosiło tzw. Memorandum z Bensbergu, które nie tylko opisywało program pojednania z Polską, ale odważnie wyznawało winy Niemiec w stosunku do Polski. Memorandum stwierdzało, że odpowiedzialność spada na „cały naród niemiecki”. Pismo zawierało postulat zakończenia sporu granicznego oraz dostosowanie granic diecezji do realiów granic państwowych. W opinii komentatorów dokument był nazywany „właściwą” odpowiedzią na Orędzie polskich biskupów z 1965.
Dyrektor Urzędu Prasy i Informacji w Berlinie Zachodnim Egon Bahr stwierdził, że inicjatywy kościelne skłoniły kanclerza do bardziej odważnego działania. Sam kanclerz Willy Brandt we wspomnieniach napisał: „Dialog Kościołów i ich wiernych wyprzedził rozmowy polityków”. Dalszym efektem Orędzia był zawarty 7 grudnia 1970 Układ między Polską Rzecząpospolitą Ludową a Republiką Federalną Niemiec o podstawach normalizacji ich wzajemnych stosunków. Prymas Stefan Wyszyński w swoim dzienniku „Pro memoria”, w podsumowaniu roku 1970, zapisał: „Dziś kończymy Rok pracy i życia, niezwykle trudny i pełen niespodziewanych finałów. Bodaj najważniejszy z nich, to niespodziewane zakończenie owoców Memoriału Episkopatu Polski do Biskupów Niemieckich; dziś nikt nie śmie zarzucać Biskupom polskim, że działali na szkodę «polskiej racji stanu», gdy sam Rząd PRL zabiegał o zawarcie umowy z Bonn. Oczywiste – jest wielka różnica w tonacji tych obydwu spraw, bo Episkopat Polski wypowiedział swym Kolegom całą bolesną prawdę i dopiero w jej świetle powiedział: «przebaczamy». Rząd PRL – prosił. – Opinia polska twierdzi: Episkopat wygrał. Niech to będzie na chwałę Bogurodzicy”. W opinii Piotra Łysakowskiego bez wydania Orędzia „nie byłaby możliwa wizyta Brandta w Polsce, nie byłby też możliwy dialog polsko-niemiecki, a jeśli zdarzyłby się – to jego wymiar nie byłby pełny”.
Układ między Polską Rzecząpospolitą Ludową a Republiką Federalną Niemiec o podstawach normalizacji ich wzajemnych stosunków z 7 grudnia 1970 został ratyfikowany przez Bundestag oraz Sejm dwa lata po jego zawarciu. Dzięki temu papież mógł kanoniczne uregulować struktury Kościoła na Ziemiach Zachodnich i Północnych w ogłoszonej 28 czerwca 1972 konstytucji Episcoporum Poloniae Coetus.

## Późniejsze odniesienia
W 2005 Konferencje Episkopatów Polski i Niemiec wydały wspólne oświadczenie (podpisane w Fuldzie 21 września 2005 i 24 września 2005 we Wrocławiu), podkreślające bardzo duże znaczenie, jakie dla unormowania stosunków między obydwoma narodami miało Orędzie polskich biskupów i odpowiedź ich niemieckich odpowiedników w 1965:

W niezwykle trudnych warunkach politycznych, przez ten znak gotowości przebaczenia, położyli [...] solidny fundament pod dzieło polsko-niemieckiego pojednania”. [...] pamięć o ponurych chwilach naszej wspólnej historii nie tylko rodzi ducha pojednania, ale prowadzi również do rozdzierania niezabliźnionych jeszcze ran i wskrzesza ducha rozliczania krzywd. Niektórzy przedstawiciele świata polityki i życia publicznego rozdrapują lekkomyślnie wciąż jeszcze bolesne rany przeszłości naszych narodów. Inni jawnie, a nawet bezwzględnie usiłują je wykorzystać do celów osobistych lub politycznych. [...] Poprzez naszą troskę o kształt Europy pragniemy wnieść wkład w budowę pokoju na świecie.

W 40. rocznicę wystosowania Orędzia, na wrocławskiej wyspie Piasek postawiono pomnik kard. Bolesława Kominka z napisem w języku polskim i niemieckim: „Kardynał Bolesław Kominek (1903-1974) ...przebaczamy i prosimy o przebaczenie”.
O znaczeniu orędzia dla stosunków polsko-niemieckich wypowiedzieli się z okazji jego 50. rocznicy we wspólnym stanowisku dnia 22 listopada 2015 prezydent Niemiec Joachim Gauck i prezydent RP Andrzej Duda.